# Семенки (Жмеринський район)
Семенки́ — село в Україні, у Барській міській громаді Жмеринського району Вінницької області.

## Історія
Під час другого голодомору у 1932–1933 роках, проведеного радянською владою, загинуло 16 осіб.
12 червня 2020 року, відповідно до Розпорядження Кабінету Міністрів України № 707-р «Про визначення адміністративних центрів та затвердження територій територіальних громад Вінницької області», увійшло до складу Барської міської громади.
19 липня 2020 року, в результаті адміністративно-територіальної реформи та ліквідації Барського району, село увійшло до складу Жмеринського району.

## Пам'ятки
У селі є пам'ятки:
- Поселення епохи бронзи[4]з XI—X ст. до н. е.

## Відомі люди
- Верещак Роман Сергійович — український військовик, учасник російсько-української війни[5]
- Кучерук Іван Митрофанович (1934—2002) — кандидат фізико-математичних наук, професор, ректор Івано-Франківського педагогічного інституту імені Василя Стефаника (1982—1986).
- Кучерук Олександр Леонідович —український військовик, учасник російсько-української війни[6]